# Duet (Star Trek: Stanice Deep Space Nine)
Duet (v anglickém originále Duet) je v pořadí devatenáctá epizoda první sezóny seriálu Star Trek: Stanice Deep Space Nine.

## Příběh
Kobheerijská nákladní loď žádá o povolení zakotvit u stanice Deep Space Nine, protože jeden z pasažérů potřebuje zdravotnickou pomoc kvůli syndromu zvanému Kalla-Nohra. Doktor Julian Bashir ho nezná, ale major Kira Nerys ano a ta informuje komandéra Benjamina Siska, že jediné místo, kde bylo možné syndrom získat, byl cardassijský pracovní tábor Gallitep v okamžiku důlního neštěstí. Jelikož Kira pomáhala tábor osvobodit, chce osobně pasažéra přivítat.
Při příchodu na ošetřovnu ale zjišťuje, že nejde o Bajorana, ale o Cardassiana a nechá ho zatknout jako válečného zločince. Vzápětí ale zjistí, že jeho jméno, Aamin Marritza, není na žádném seznamu válečných zločinců. Sisko nevidí důvod Marritzu dál zadržovat, ale Kira tvrdí, že už pouhá přítomnost v Gallitepu stačí. Sisko se rozhodne věc dále prošetřit. Marritza tvrdí, že nikdy nebyl na Bajoru, ale jelikož Bashir potvrdí, že skutečně má syndrom Kalla-Nohra, je zřejmé, že lže. Kira přesvědčí Siska, aby ji nechal na případu pracovat. Při výslechu Marritza tvrdí, že byl v táboře pouze úředníkem a že údajné zprávy o zvěrstvech prováděných v táboře byly jen propagandou Cardassianů, která měla v Bajoranech udržovat strach.
Zdá se tak, že Kira bude muset Marritzu nechat jít, ale nově získaná fotografie z tábora ukazuje, že Marritza je ve skutečnosti gul Darhe'el, tzv. „Řezník z Gallitepu“, velitel tábora. Vězeň to nepopírá, dokonce se chvástá, jakou měl tehdy moc. Při dalších rozhovorech se začnou objevovat drobné nesrovnalosti a nakonec se zjistí, že vězeň absolvoval plastické operace, aby vypadal jako Darhe'el. Odo zjistí, že pravý Darhe'el zemřel před pěti lety a zadržený muž je skutečně Marritza, Darhe'elův úředník.
Marritza vše přizná a označí se za zbabělce, který nezakročil proti zvěrstvům, která Darhe'el páchal na Bajoranech. Kira ho propustí s tím, že další vražda (kdyby byl jako Darhe'el popraven) není řešením. Cestou k odletu ze stanice Marritzu bodne nožem a zabije opilý Bajoran. Když chce Kira vědět proč, Bajoran odvětí, že to byl Cardassian, což jako důvod stačí. Kira odvětí, že to nestačí.

## Zajímavosti
- Děj epizody vychází z filmu Arthura Hillera The Man in the Glass Booth.